# Nemotaulius mutatus
Nemotaulius mutatus är en nattsländeart som först beskrevs av Mclachlan 1872.  Nemotaulius mutatus ingår i släktet Nemotaulius och familjen husmasknattsländor. Inga underarter finns listade i Catalogue of Life.